# Darryl Hill
Darryl Hill (* 30. April 1996 in Leeds, England) ist ein englischer Snookerspieler von der Isle of Man. Der viermalige Meister der Isle Of Man spielte von 2015 bis 2017 als Profi auf der Main Tour.

## Karriere
Anfang 2010 wurde Darryl Hill durch einen 5:4-Finalsieg gegen Tom Miller erstmals Meister der Isle Of Man. Im März 2012 erreichte er bei der U21-Europameisterschaft die Runde der letzten 32 und verlor dort mit 0:4 gegen den Polen Michał Zieliński. Bei der Amateureuropameisterschaft schaffte er es ebenfalls ins Sechzehntelfinale, in dem er dem Iren Greg Casey nur knapp mit 4:5 unterlag. Im Juli 2012 gelang ihm, bei seiner zweiten Teilnahme an einem PTC-Turnier, erstmals der Einzug in die Hauptrunde; in der ersten Runde des Turniers in Gloucester schied er jedoch mit 0:4 gegen Joe Perry aus. Im November 2012 schaffte er es zum ersten Mal in die Finalrunde der Amateurweltmeisterschaft und verlor in der Runde der letzten 32 mit 2:5 gegen den Schweizer Alexander Ursenbacher. Bei der U21-EM 2013 erreichte er das Halbfinale, in dem er dem späteren Europameister James Cahill mit 1:5 unterlag.
Im Mai 2013 versuchte Hill, sich über die Q School für die Main Tour zu qualifizieren. Er erreichte beim ersten Turnier das Viertelfinale seiner Gruppe, beim dritten Turnier das Halbfinale. Damit verpasste er einen Profi-Startplatz auf der Main Tour, konnte aber über die Q-School-Order-of-Merit an den Qualifikationsturnieren mehrerer Weltranglistenturniere der Saison 2013/14 teilnehmen. In der Qualifikation zum Wuxi Classic 2013 verlor er in der Qualifikationsrunde mit 3:5 gegen den Schotten Alan McManus. Auch bei den Australian Goldfields Open und der International Championship 2013 schied er sieglos in der Qualifikation aus. Bei der Amateurweltmeisterschaft 2013 erreichte er das Achtelfinale, ebenso bei der U21-EM 2014.
Im Mai 2014 verpasste er bei der Q School erneut die Qualifikation für die Main Tour. Beim zweiten Turnier schaffte er es zumindest ins Viertelfinale seiner Gruppe geschafft, wodurch er in der folgenden Spielzeit erneut als Amateur an mehreren Qualifikationsturnieren teilnehmen konnte. Bei den Australian Goldfields Open 2014 gelang ihm sein erster Sieg in der Qualifikation eines vollwertigen Weltranglistenturniers. In der ersten Qualifikationsrunde besiegte er Chris Wakelin, gegen den er bereits mit 0:1 und 2:3 zurückgelegen hatte, mit 5:3. Anschließend kam er kampflos gegen den nicht antretenden Thailänder Thepchaiya Un-Nooh in die dritte Runde, in der er mit 1:5 gegen Liam Highfield ausschied. Bei den Indian Open 2015 verlor er sein Qualifikationsspiel mit 0:4 gegen Sam Baird. Wenige Tage später gelang ihm bei der U21-Europameisterschaft 2015 mit einem 5:4-Halbfinalsieg gegen Lukas Kleckers der Einzug ins Finale. Dort besiegte er den Engländer Louis Heathcote mit 6:3 und qualifizierte sich damit für die Main-Tour-Saisons 2015/16 und 2016/17. Bei der Qualifikation zur Profiweltmeisterschaft 2015 schaffte er es mit einem 10:9-Erstrundensieg gegen James Cahill, neben Adam Duffy als einziger Amateur, in die zweite Runde, in der er mit 6:10 gegen Robert Milkins verlor.
In seine erste Spielzeit als Main-Tour-Profi startete Darryl Hill mit Auftaktniederlagen in den Qualifikationen zu den Australian Goldfields Open 2015 und zum Shanghai Masters 2015. Auch bei den ersten drei PTC-Turnieren der Saison, den Riga Open, dem Paul Hunter Classic und den Ruhr Open 2015, verlor er sein erstes Spiel, wobei er in der lettischen Hauptstadt die zweite Runde erreicht hatte, da sein Erstrundengegner Jamie Burnett nicht angetreten war. Im Oktober 2015 gelang ihm bei der International Championship sein erster Sieg als Profi und zugleich der erstmalige Einzug in die Hauptrunde eines vollwertigen Weltranglistenturniers, als er Robert Milkins in der Qualifikation mit 6:4 besiegte. In der Runde der letzten 64 schied er jedoch mit 2:6 gegen Jimmy Robertson aus. Nachdem er bei den Bulgarian Open 2015 die zweite Runde erreicht hatte, gelang ihm erst bei den China Open 2016 wieder ein Sieg. Da sein Qualifikationsrundengegner, der damalige Weltmeister Mark Selby, nicht antrat, zog Hill in die Hauptrunde ein. Dort erzielte er nach einem 5:3-Sieg gegen James Wattana mit dem Erreichen der Runde der letzten 32, in der er gegen Dominic Dale ausschied, sein bis dahin bestes Ergebnis bei einem vollwertigen Weltranglistenturnier. In der Qualifikation zur Weltmeisterschaft 2016 schied er hingegen in der ersten Qualifikationsrunde aus.
Seine zweite Profisaison, die Spielzeit 2016/17, verlief weniger erfolgreich. Sein erster Sieg gelang ihm bei den Welsh Open 2017, als er in der ersten Runde den Thailänder Dechawat Poomjaeng mit 4:1 besiegte und anschließend in der Runde der letzten 64 gegen Ali Carter ausschied. Wenig später erreichte er beim Snooker Shoot-Out mit Siegen gegen Kurt Maflin und Bradley Jones die Runde der letzten 32, in der er gegen Li Hang verlor. Bei den bis zum Saisonende folgenden Turnieren blieb er erneut sieglos. In der ersten Qualifikationsrunde der WM 2017 traf er auf Rory McLeod. Nachdem Hill unter anderem mit 2:0 und 7:5 geführt hatte, musste er sich jedoch mit 7:10 geschlagen geben. Am Saisonende belegte er in der Weltrangliste den 104. Platz und verlor somit den Profistatus.
Im Mai 2017 verpasste Hill bei der Q School die direkte Rückkehr auf die Main Tour: Er schied beim ersten Turnier in der zweiten Runde aus und verlor beim zweiten Turnier sein Auftaktmatch. Nachdem er bei der EM 2018 das Sechzehntelfinale erreicht hatte, in dem er Duncan Bezzina unterlag, scheiterte er bei der Q School 2018 erneut deutlich, als er beim ersten Turnier sein Auftaktspiel verlor und beim zweiten Turnier in der zweiten Runde ausschied. Bei der EM 2019 erreichte er die Runde der letzten 64 und bei der WSF Open 2020 schied er mit einem Sieg aus drei Spielen in der Gruppenphase aus. Daneben zog er in dieser Zeit dreimal ins Finale der Meisterschaft der Isle of Man ein und traf dort jeweils auf John Kennish. Während sich Hill 2018 und 2020 (jeweils mit 5:3) durchsetzen konnte, musste er sich 2019 mit 4:5 geschlagen geben. 2021 hingegen scheiterte Hill bereits im Viertelfinale an Kennish.
Anfang 2022 gelangte Hill bei der Meisterschaft der Isle of Man erneut ins Endspiel und verlor mit 0:6 gegen John Kennish. Wenig später scheiterte er bei der WSF Championship in der Vorrunde. Bei der Q School im Mai 2022 gewann er lediglich beim ersten Turnier ein Spiel.
Bei der EM 2023 schied er in der Gruppenphase aus. Im April 2023 wurde Hill durch einen 6:4-Finalsieg gegen Tom Miller zum vierten Mal Meister der Isle Of Man.

## Erfolge
| Ergebnis        | Jahr | Turnier                       | Finalgegner     | Endstand |
| --------------- | ---- | ----------------------------- | --------------- | -------- |
| Amateurturniere |      |                               |                 |          |
| Sieger          | 2010 | Meisterschaft der Isle Of Man | Tom Miller      | 5:4      |
| Sieger          | 2015 | U21-Europameisterschaft       | Louis Heathcote | 6:3      |
| Sieger          | 2018 | Meisterschaft der Isle Of Man | John Kennish    | 5:3      |
| Finalist        | 2019 | Meisterschaft der Isle Of Man | John Kennish    | 4:5      |
| Sieger          | 2020 | Meisterschaft der Isle Of Man | John Kennish    | 5:3      |
| Finalist        | 2022 | Meisterschaft der Isle Of Man | John Kennish    | 0:6      |
| Sieger          | 2023 | Meisterschaft der Isle Of Man | Tom Miller      | 6:4      |

## Saisonübersicht
| Turnier                          | 2013/ 14          | 2014/ 15          | 2015/ 16          | 2016/ 17          |
| -------------------------------- | ----------------- | ----------------- | ----------------- | ----------------- |
| \| Weltrangliste WRL \| AP EP \| | –                 | –                 | 122 92            | 75 104            |
| Triple-Crown-Turniere            |                   |                   |                   |                   |
| UK Championship                  | –                 | –                 | L128              | L128              |
| Masters                          | –                 | –                 | –                 | –                 |
| Weltmeisterschaft                | –                 | QR                | QR                | QR                |
| Ranglistenturniere               |                   |                   |                   |                   |
| Australian Goldfields Open       | QR                | QR                | QR                | n. a.             |
| British Open                     | nicht ausgetragen | nicht ausgetragen | nicht ausgetragen | nicht ausgetragen |
| Championship League              | – ET              | – ET              | – ET              | – ET              |
| China Championship               | n. a.             | n. a.             | n. a.             | – ET              |
| China Open                       | –                 | –                 | L32               | QR                |
| English Open                     | n. a.             | n. a.             | n. a.             | L128              |
| European Masters                 | n. a.             | n. a.             | n. a.             | QR                |
| German Masters                   | –                 | –                 | QR                | QR                |
| Gibraltar Open                   | n. a.             | n. a.             | L128 PT           | L128              |
| Indian Open                      | –                 | QR                | n. a.             | QR                |
| International Championship       | QR                | –                 | L64               | QR                |
| Northern Ireland Open            | n. a.             | n. a.             | n. a.             | L128              |
| Paul Hunter Classic              | – PT              | – PT              | L128              | –                 |
| Players Championship             | NQ                | NQ                | NQ                | NQ                |
| Riga Masters                     | n. a.             | – PT              | L64 PT            | QR                |
| Scottish Open                    | n. a.             | n. a.             | n. a.             | L128              |
| Shanghai Masters                 | –                 | –                 | QR                | QR                |
| Snooker Shoot-Out                | – ET              | – ET              | – ET              | L32               |
| Welsh Open                       | –                 | –                 | L128              | L64               |
| World Grand Prix                 | n. a.             | – ET              | NQ                | NQ                |
| World Open                       | –                 | n. a.             | n. a.             | QR                |
| Wuxi Classic                     | QR                | –                 | n. a.             | n. a.             |
| Weltrangliste WRL                | AP EP             |                   |                   |                   |

| Legende | Legende                               |
| ------- | ------------------------------------- |
| S       | Sieger                                |
| F       | Finalist                              |
| HF      | Halbfinalist                          |
| VF      | Viertelfinalist                       |
| AF      | Achtelfinalist                        |
| LX      | Niederlage in der Runde der letzten X |
| RX      | Niederlage in Runde X                 |
| WR      | Niederlage in der Wildcardrunde       |
| QR      | Niederlage in der Qualifikation       |
| NQ      | Nicht qualifiziert                    |
| –       | nicht teilgenommen                    |
| –       | keine Weltranglistenplatzierung       |
| n. a.   | nicht ausgetragen                     |
| k. R.   | keine Rangliste                       |
| TS / TN | Turniersiege / Teilnahmen             |
| AP      | Ranglistenposition am Saisonbeginn    |
| EP      | Ranglistenposition am Saisonende      |

## Auszeichnungen
- Rookie of the Year: 2016[14]